# Juatuba (kommun)
Juatuba är en kommun i Brasilien.   Den ligger i delstaten Minas Gerais, i den sydöstra delen av landet, 600 km sydost om huvudstaden Brasília. Antalet invånare är 22 221.
Följande samhällen finns i Juatuba:
- Juatuba

I omgivningarna runt Juatuba växer huvudsakligen savannskog. Runt Juatuba är det tätbefolkat, med 257 invånare per kvadratkilometer.